# Nebel (Familienname)
Nebel ist ein Familienname, der vorwiegend im deutschsprachigen Raum vorkommt. 

## Namensträger
- Angelika Nebel (* 1947), deutsche Pianistin, Klavierpädagogin und Hochschullehrerin
- Anton Nebel (1900–1993), Schweizer Homöopath
- Bernhard Nebel (* 1956), deutscher Informatiker
- Berthold Nebel (1889–1964), schweizerisch-amerikanischer Bildhauer
- Carl Nebel (1805–1855), deutscher Ingenieur, Architekt und Künstler
- Charlotte Elisabeth Nebel (1727–1761), deutsche Kirchenlieddichterin und Schriftstellerin
- Carmen Nebel (* 1956), deutsche Fernsehmoderatorin
- Christoph Nebel (1690–1769), deutscher Geistlicher, Titularbischof von Capharnaum
- Daniel Nebel (Rechtswissenschaftler) (1558–1626), deutscher Rechtswissenschaftler und Hochschullehrer
- Daniel Nebel (Mediziner) (1664–1733), deutscher Mediziner, Apotheker und Botaniker
- Daniel Wilhelm Nebel (1735–1805), deutscher Mediziner und Chemiker
- Ferdinand Nebel (1782–1860), deutscher Architekt
- Franz Nebel (François Nebel; 1785–1859), elsässischer Bankier und Kammerfunktionär
- Friedrich Nebel (Friedrich Joseph Adolf Nebel; 1818–1892), deutscher Maler
- Fritz Nebel (1891–1977), deutscher Nachrichtenoffizier
- Gerhard Nebel (1903–1974), deutscher Schriftsteller
- Hans Nebel (* 1918), deutscher Jurist und Staatssekretär
- Heinrich Christoph Nebel (1715–1786), deutscher Literaturwissenschaftler und Theologe
- Herbert Nebel (* 1951), deutscher Informatiker
- Hermann Nebel (1816–1893), deutscher Architekt
- Hermann Sebastian Nebel (* 1933), deutscher Textilfabrikant
- Ilse Scharge-Nebel (1904–1988), deutsche Glasgestalterin
- Johann Nikolaus Nebel (1752–1828), deutscher Politiker, Bürgermeister von Koblenz
- Kay H. Nebel (1888–1953), deutscher Maler und Zeichner
- Ludwig Nebel (1857–1928), deutscher Geistlicher, Präsident des Oberkonsistoriums der Evangelischen Landeskirche Hessen
- Moritz Nebel (* 1991), deutscher Fußballspieler
- Otto Nebel (1892–1973), deutscher Maler, Dichter und Schauspieler
- Paul Nebel (* 2002), deutscher Fußballspieler
- Richard Nebel (* 1946), deutscher Theologe
- Rudolf Nebel (1894–1978), deutscher Raketenkonstrukteur
- Stefan Nebel (* 1981), deutscher Motorradrennfahrer
- Wilhelm Bernhard Nebel (1699–1748), deutscher Physiker und Mediziner
- Wilhelm Michael Nebel (1804–1848), deutscher Schriftsteller
- Willy Nebel (1897–1985), deutscher Maschinenbauingenieur und Hochschullehrer
- Wolfgang Nebel (* 1956), deutscher Informatiker